# História da batata

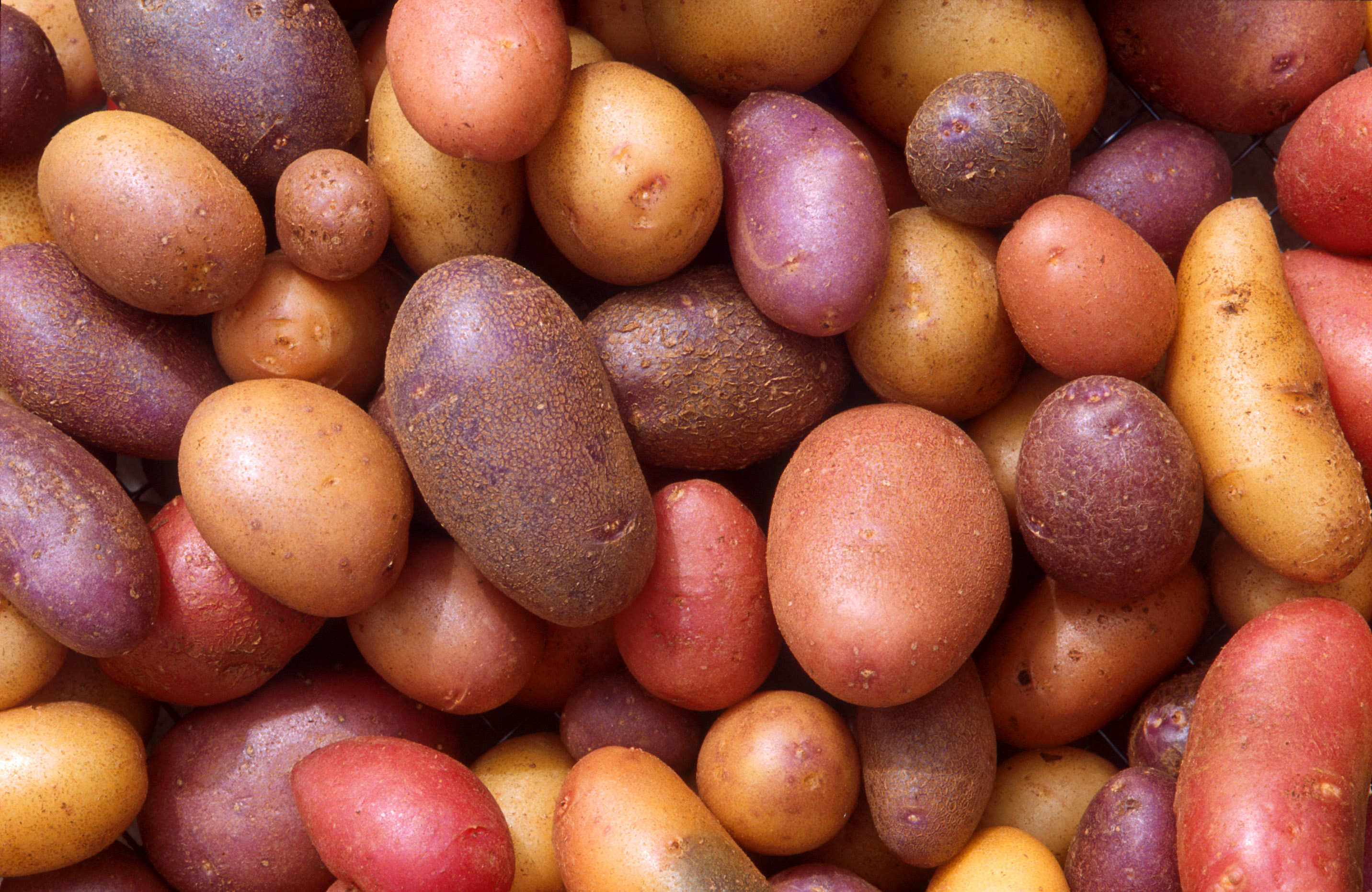
Diversas variedades de batata

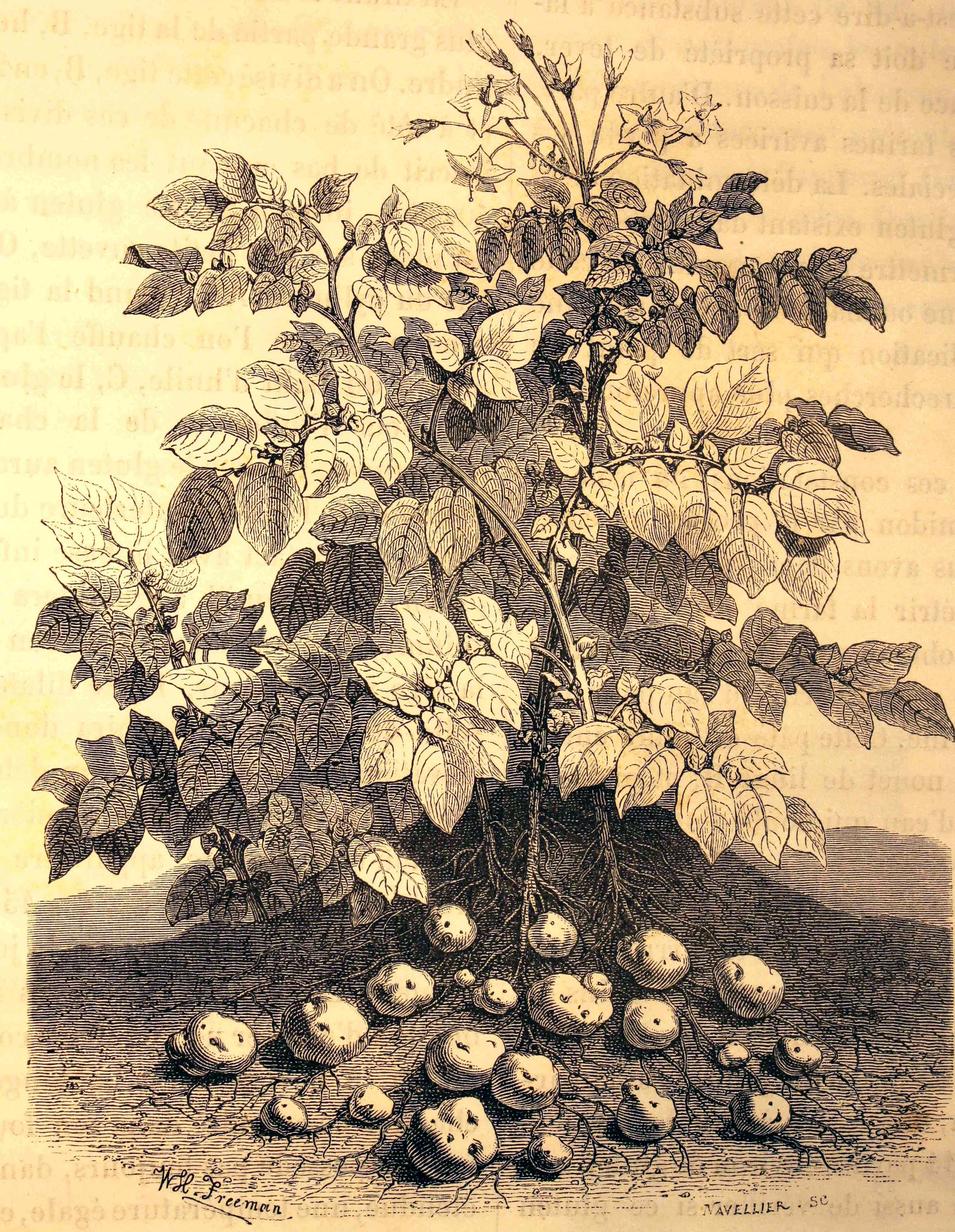
Representação de um pé de batata, século XIX

A história da batata começa quando este tubérculo foi cultivado pela primeira vez nos Andes, na América do Sul. É impreciso quando o primeiro cultivo ocorreu, pois os vestígios orgânicos são mal preservados no registro arqueológico. Os vestígios mais antigos conhecidos datam de 8 000 a.C. e são oriundos do Peru, mas é provável que já tivesse sido cultivada antes disso. Seu cultivo abarcou vasta área da atual Venezuela aos atuais Chile e Argentina.
A partir da sua origem, espalhou-se pelo mundo, sendo hoje uma cultura básica em muitos países. Terá chegado à Europa antes do final do século XVI por dois portos de entrada diferentes: o primeiro em Espanha por volta de 1570, e o segundo através das Ilhas Britânicas entre 1588 e 1593. A primeira menção escrita à batata é um recibo de entrega datado de 28 de novembro de 1567, entre Las Palmas e Antuérpia. Na França, no final do século XVI, a batata foi introduzida no Franco-Condado, nos Vosges da Lorena e na Alsácia. A batata tornou-se pouco a pouco uma importante cultura básica no norte da Europa. A fome no início da década de 1770 contribuiu para a sua aceitação, assim como as políticas governamentais em vários países europeus e a mudança climática durante a Pequena Idade do Gelo, quando as culturas tradicionais nesta região não produziram tanto quanto antes. Em épocas e locais onde e quando a maioria das outras colheitas falhavam, as batatas ainda podiam ser usadas para fornecer alimento durante os anos mais frios.
A batata substituiu substancialmente o nabo e a rutabaga no século XIX. Em toda a Europa, o novo alimento mais importante do século XIX foi a batata, que tinha para o consumidor três grandes vantagens sobre os outros alimentos: menor taxa de deterioração, um volume que facilmente satisfazia a fome, e baixo preço. A cultura espalhou-se lentamente pela Europa, tornando-se um importante alimento até meados do século XIX, em regiões como a Irlanda.
A batata tornar-se-ia num suporte da revolução industrial, tratando-se de um alimento económico e diário para os operários. Friedrich Engels chegou a declarar que a batata era igual ao ferro pelo seu "papel historicamente revolucionário". Na atualidade, a batata é cultivada em todo o mundo e alimento diário de grande parte da população mundial, tendo a produção mundial em 2017 sido de mais de 388 milhões de toneladas, um terço das quais produzida na China e Índia. A China é presentemente o maior produtor mundial de batata (72 milhões de toneladas em 2007) mas o maior produtor per capita é a Bielorrússia, com 835,6 quilogramas por habitante por ano. Os bielorrussos são também, e de muito longe, os líderes mundiais do consumo de batata, tendo em 2007 consumido em média 338 kg de batata, quase um quilo por pessoa por dia.

## Origens na América do Sul

Regiões de origem da batata cultivada

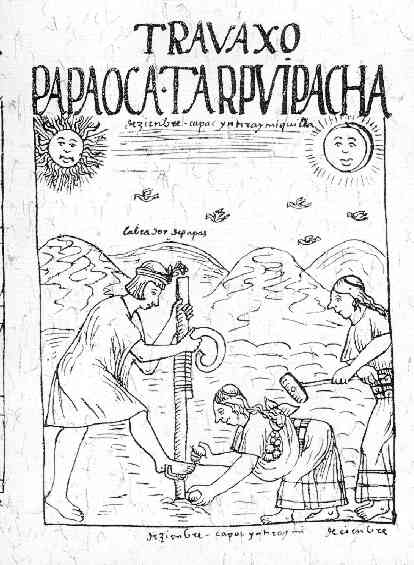
Plantação de batata com a chaquitaclla (Felipe Guamán Poma de Ayala: El primer nueva corónica y buen gobierno - 1615–1616)

O cultivo de batata na América do Sul pode já ter mais de 10 000 anos, mas como os restos orgânicos do tubérculo não se preservam de modo a identificá-lo com grande certeza, os registos mais antigos não são fidedignos. Os indígenas cultivaram-a em área vasta nos Andes do oeste da atual Venezuela à atual Argentina e na ilha Chiloé e no adjacente arquipélago de Chonos no centro-sul do atual Chile. Os restos arqueológicos mais antigos (cerca de 8 000 a.C.) de batata e batata doce cultivadas foram achados nas cavernas de Tres Ventanas, a 2 800 metros de altitude, no desfiladeiro de Chilca a 65 quilómetros a sudeste de Lima; também havia vestígios de feijão, feijão-de-lima, pimento, oca-do-peru e oluco.  Além de restos orgânicos, a batata também pode ser encontrada no registo arqueológico peruano através da influência que tinha nos motivos presentes na cerâmica, muitas vezes na forma de vasos, como aquela da Civilização de Nasca (300 a.C.–800 d.C.).
Descobertas similares foram feitas em sítios arqueológicos ao longo da costa peruana do Huaynuma no vale de Casma (região de Ancash, 360 km a norte de Lima), e La Centinela, no vale Chincha, a 200 km a sul de Lima.
Um espécime de Solanum maglia, uma espécie de batata selvagem, que data de 13 000 a.C., foi identificado no sítio arqueológico de Monte Verde, perto de Puerto Montt, no sul do Chile. Certamente consumida, mas não cultivada, é a mais antiga espécie conhecida que poderia ser usada para consumo humano. Esta descoberta tende a confirmar esta região como o berço da batata.
É ainda nos Andes que se observam hoje as maiores variações genéticas das espécies e variedades de solanáceas de tubérculo, com centenas de espécies selvagens e mais de 400 variedades indígenas de batatas cultivadas.
No altiplano andino a batata forneceu a principal fonte de energia para os antecessores do Império Inca, para este e para os conquistadores espanhóis. Os índios andinos preparavam as suas batatas de várias maneiras, por exemplo amassadas, assadas ou cozidas, de maneira similar aos preparados atuais. Os índios andinos também preparavam um prato (as chamadas papas secas) que envolvia um processo de fervura, descasque e corte em pedaços. Essas batatas eram então fermentadas para criar toqosh e moídas numa polpa, embebidas e filtradas num amido chamado almidón de papa. No entanto, a cultura de rendimento do povo andino era chuño: criada deixando as batatas congelarem durante a noite, permitindo que descongelassem pela manhã. Fazendo isto repetidamente, permitia-se um amolecimento das batatas. Os agricultores então extraíam a água da batata, deixando-a muito mais leve e menor. Esta nova criação era então preparada em guisados, e geralmente adicionada a ensopados. Os benefícios do chuño são numerosos, sendo o principal o de poder ser armazenado durante anos sem refrigeração, algo especialmente útil em anos de fome ou de colheitas insuficientes. Em segundo lugar, esta longa vida útil permitia que fosse o alimento básico para os exércitos incas, devido a poder ser transportado mantendo o sabor e longevidade. No século XVI, eram alimentados com chuño os mineiros de prata que produziram vastas riquezas para o Império Espanhol.

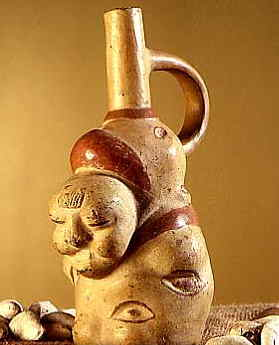
Axomama, deusa da batata, civilização Moche, Peru

Nas terras incas, a colheita da batata era geralmente feita por mulheres, e o transporte para secagem ou armazenamento era feito sem recurso a animais de carga. E. Roze, em 1898, escreveu sobre uma celebração dos habitantes de Kol'ao, que permaneceu na tradição andina, no final de maio ou início de junho, após a colheita das batatas. Ainda hoje no Peru se celebra o dia da batata em 30 de maio. A batata era o alimento básico da maioria dos mapuches pré-colombianos, "especialmente nos territórios sul e costeiros [mapuches] onde o milho não atingia a maturidade".
A batata foi cultivada pela tribo Chono no Arquipélago das Guaitecas, na Patagónia, sendo este o limite sul da agricultura pré-hispânica, como notado pela menção do cultivo de batata de Chiloé por uma expedição espanhola em 1557.
Os europeus na América do Sul estavam cientes da batata em meados do século XVI, mas recusaram-se a comer a planta. Para os espanhóis, a batata era considerada um alimento para os nativos: os conquistadores espanhóis eram favoráveis ao alimento, mas recomendam-no especialmente para os nativos que tinham que fazer os trabalhos mais pesados.

## Introdução na Europa

### Espanha
Marinheiros que voltavam dos Andes para a Espanha com prata teriam presumivelmente trazido milho e batata para seu próprio alimento durante a viagem. Os historiadores especulam que sobras de tubérculos (e milho) foram levadas para terra e plantadas: "Achamos que a batata chegou alguns anos antes do final do século XVI, por dois portos de entrada diferentes: o primeiro, logicamente, na Espanha por volta de 1570; o segundo, através das Ilhas Britânicas entre 1588 e 1593… encontramos vestígios do transporte de batatas que viajam das Canárias para Antuérpia em 1567… podemos dizer que a batata foi introduzida lá (nas Ilhas Canárias) a partir da América do Sul por volta de 1562… a primeira menção escrita da batata [é]… um recibo de entrega datado de 28 de novembro de 1567 entre Las Palmas na Grande Canária e Antuérpia."

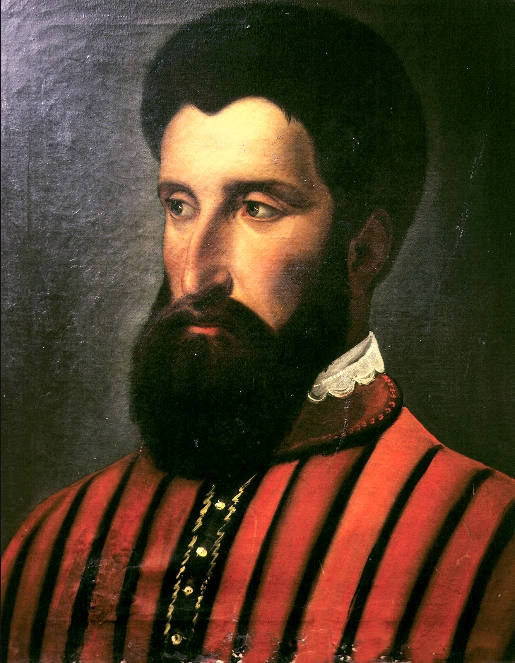
As batatas terão sido observadas pelos europeus pela primeira vez na expedição de Gonzalo Jiménez de Quesada, na imagem

O cronista espanhol Juan de Castellanos, chegado à Colômbia em 1544 e lá falecido em 1607, narra nas suas Elegias (1601, publicadas em Madrid em 1886 na Historia del Nuevo Reino de Granada) a descoberta das batatas feita em 1537. Relata que eram designadas como turmas (trufas), e cultivadas pelos índios Moscas (Chibchas) na região de Neiva (Colômbia): a descoberta ocorreu no decurso da expedição de Gonzalo Jiménez de Quesada a partir de 1535 pela Colômbia e que levou à fundação de Bogotá em 6 de agosto de 1538.
O tubérculo em Espanha tomou o nome de patata, diferenciando-a da batata-doce chamada batata.
O primeiro registo na Espanha continental data de 1573: em dezembro dos registos do Hospital das Cinco Chagas de Sevilha menciona batatas como curativo para maleitas. Provavelmente cultivadas nos arredores de Sevilha por volta de 1570, não se entraram de imediato no consumo humano, sendo chamadas de "insonsas, flatulentas, indigestas, debilitantes e doentias, só adequada à engorda de porcos".
Em 1553, no livro Crónica do Peru, Pedro Cieza de León menciona que a viu em Quito, Popayán e Pasto em 1538. Pescadores bascos da Espanha usaram batatas como reserva alimentar para as suas viagens através do Atlântico no século XVI, e introduziram o tubérculo na Irlanda ocidental, onde desembarcavam para secar bacalhau. Em 1588, o botânico Carolus Clusius fez uma pintura do que chamou "Papas Peruanorum" relativo a um espécime nos Países Baixos; em 1601 relataria que as batatas eram de uso comum no norte da Itália para forragem animal e para consumo humano.
A batata espalhou-se pela primeira vez na Europa com fins não alimentares. Foi comida pela primeira vez no continente num hospital de Sevilha em 1573. Depois de Filipe II receber batatas do Peru, enviou tubérculos colhidos ao papa, que os enviou ao embaixador papal na Holanda porque este estava doente. Clusius indiretamente recebeu tubérculos do embaixador, e plantou-os em Viena, Frankfurt e Leyden, e é a pessoa que introduziu amplamente a planta na Europa. A batata foi cultivada para flores por Rudolph Jakob Camerarius (1588) e outros; John Gerard adicionou a primeira imagem impressa da batata a Herball (1597), embora ele pensasse que a planta era nativa da Virgínia, na América do Norte.
Os espanhóis tinham um império em toda a Europa e trouxeram batatas para os seus exércitos. Os camponeses ao longo do caminho iam adotando a cultura, que era menos frequentemente pilhada por exércitos de saqueadores do que os armazéns de grãos. Na maior parte do norte da Europa, onde predominavam campos abertos, as batatas eram confinadas a pequenos lotes de hortas porque a agricultura de campo era estritamente governada por costumes que prescreviam ritmos sazonais para arar, semear, colher e pastar animais em pousio e palha. Isso significava que as batatas estavam impedidas de se cultivar em larga escala porque as regras permitiam que apenas grãos fossem plantados em campos abertos. As pessoas temiam que a batata fosse venenosa, como outras plantas com as quais a batata era cultivada em jardins de ervas, e desconfiavam de uma planta, apelidada de "fruto do diabo", que crescia no subsolo.

### Portugal
Em 1557 a palavra batata entrava no léxico português, segundo relatado por António Galvão no Tratado dos Descobrimentos, de 1731, e Bento Pereira, no seu "Prosodia in vocabularium trilingue latinum, lusitanicum et castellanicum" de 1647, refere-a.
De acordo com a historiografia moderna, estribada nas obras de autores como Viegas Guerreiro e Margarida Sobral Neto, tem-se formado o consenso de que as batatas terão chegado a Portugal ainda no século XVI, provenientes da Galiza. 
Com efeito, a batata terá sido primeiramente cultivada em Trás-os-Montes, passando subsequentemente para o Minho e Beiras e também no vale do Sado.
Um dos nomes históricos populares usados na época para designar a batata, nas regiões raianas de Trás-os-Montes e do Minho eram «castanha-da-terra» ou «castanha-do-chão».
Em Portugal, a primeira referência ao cultivo da batata, porém, só consta originalmente de um documento judicial — uma carta citatória — elaborado pelo juiz privado do Mosteiro de Santa Cruz, a 16 de março de 1643, onde se demandava o pagamento do sétimo (imposto sobre a sétima parte) das batatas cultivadas no Couto dos Crúzios aos 32 moradores desse couto.
Só posteriormente, em 1705 é que surge o primeiro registo comercial conhecido da compra de batatas, feito pelo Seminário de Viseu. O historiador Mota Tavares defende que o facto de a batata se tratar de um cultivo de horta, à escala familiar, terá levado a que se fizessem poucos registos a seu respeito, preterindo-se a sua importância até ao séc. XVIII. 
A batata encontrava-se, também fortemente conotada com a alimentação do gado. Com efeito, nessa época, o centeio representava ainda a cultura dominante em todo país, seguindo-se, por ordem da sua representatividade, o trigo, o milho grosso — mais para o norte — e a castanha, esta última com predominância, sobretudo, nas regiões da Beira e de Trás-os-Montes.
Em todo o caso, mesmo pela introdução indirecta da batata na alimentação, mesmo como forma de forragem para gado, de acordo com Sobrado Correa, tal inovação tornou-se possível a estabulação e a poupança de cereais — desde o centeio à aveia — ou mesmo de castanhas, passando estas a destinarem-se exclusivamente à alimentação humana, o que permitiu melhorar, de modo muito substancial, a alimentação da população, sobretudo das categoriais sociais mais baixas.
O médico Francisco da Fonseca Henriques, no ano de 1721, na qual este descreve a presença da batata na Terra Fria transmontana, refere que as estas se podiam comer cozidas ou assadas e que, por serem frias e secas, se coziam mal e se digeriam ainda pior, responsabilizando-as por causar obstruções, flatulências e cólicas àqueles que as consumissem. Seguia, portanto, o mesmo tipo de estigmas que pautavam o pensamento médico de certos outros especialistas estrangeiros da época.
De qualquer das formas, em Portugal só se conheceria uma difusão mais significativa da cultura da batata já em meados do século XVIII. O factor capaz de explicar este fenómeno resulta, em larga medida, das crises agrícolas que vieram abalar o modelo de subsistência predominante nas sociedades rurais, levando as categorias sociais mais baixas a socorrer-se mais habitualmente da batata para assegurar a sua subsistência.
Na economia agrária, devido aos fracos níveis de consumo básico e de um baixo grau de mercantilização, o cultivo da batata permitiu também fortalecer a policultura.
De acordo com Bolo Freund no seu estudo «As Memórias como Fonte de informação das Paisagens Agrárias do Nordeste Português, no século XVIII», em 1758, o cultivo da batata já se afigurava como uma das mais relevantes culturas agrícolas da região de Trás-os-Montes.
Há igualmente relatos do princípio de cultivo na ilha da Madeira, por torno de 1760, tendo as sementes provindo das ilhas Canárias, o que terá levado à disseminação do termo castelhano «semilha» para significar «batata» no arquipélago.
Em 1795, a Academia de Ciências de Lisboa agracia vários botânicos da época, dentre os quais, D.ª Teresa de Sousa Maciel, com a medalha de ouro, pelo frutuoso cultivo de batatas, em Vilarinho de São Romão, numa courela capaz de produzir 16 moios (o equivalente a 960 alqueires ou 14.054,4 kg) de batata.
Em 1798, a rainha D.ª Maria I encetou a primeira campanha oficial do cultivo da batata, em Portugal, promovendo a sua plantação no arquipélago dos Açores.
Só em meados do século XIX, com o crescimento demográfico, é que se generaliza em todo o território a cultura e o uso da batata, principalmente entre os camponeses. O aparecimento nas mesas abastadas dá-se mais tarde do que nas dos camponeses. Com efeito, em 1870, é com o tratado culinária de Paulo Plantier, «O Cozinheiro dos Cozinheiros», que a batata passa, pela primeira vez, a figurar nos tratados de culinária portugueses, contando com 18 maneiras de se cozinhar. Em 1876, João da Matta, com a obra «Arte da Cozinha», segue-lhe as pisadas e introduz a batata nas mais variegadas receitas tradicionais, incluindo os percursores do pastel de bacalhau.

### França

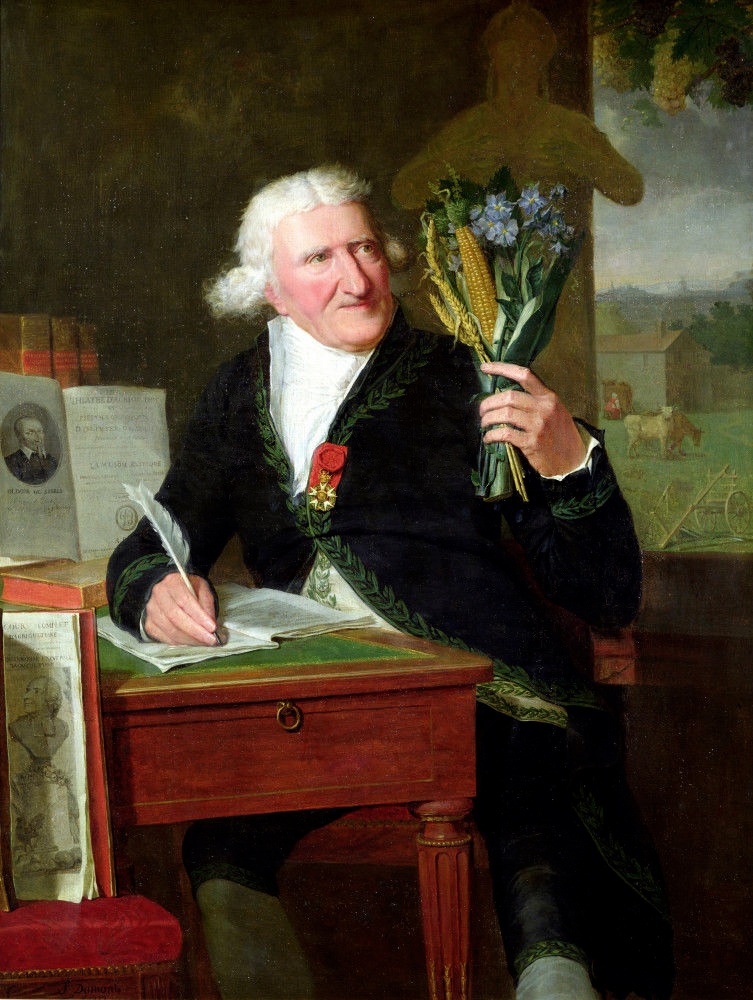
Antoine Parmentier com plantas do Novo Mundo, obra de François Dumont, 1812

Em França e na Alemanha, funcionários do governo e proprietários de terras nobres promoveram a rápida conversão de pousios em plantações de batata depois de 1750. O médico francês Antoine Parmentier, que havia sido prisioneiro na Prússia durante a Guerra dos Sete Anos, estudou a batata intensamente e em Examen chymique des pommes de terres ("Exame químico das batatas") (Paris, 1774) mostrou o seu enorme valor nutricional. O rei Luís XVI e a sua corte promoveram ansiosamente a nova safra, tendo o rei mandado cultivar um batatal em Neuilly-sur-Seine e a rainha Maria Antonieta usou mesmo um ornamento do tipo cocar feito com flores de batata num baile de fantasia. Na edição de 1785 do Bon Jardinier escrevia-se: "Não há vegetal sobre o qual tanto se tenha escrito e tanto entusiasmo tenha sido demonstrado […] Os pobres devem estar bastante contentes com este alimento.".
A safra anual de batata da França subiu para 21 milhões de hectolitros em 1815 e 117 milhões em 1840, permitindo um crescimento concomitante da população, evitando a Catástrofe Malthusiana. Embora as batatas se tivessem tornado familiares na Rússia em 1800, ficariam confinadas a hortas até que o fracasso dos cereais em 1838-39 persuadiu os camponeses e latifundiários do centro e do norte da Rússia a dedicar os seus campos de cultivo à criação de batatas. As batatas produziam de duas a quatro vezes mais calorias por acre do que os grãos e acabaram por dominar o fornecimento de alimentos na Europa Oriental. As batatas cozidas ou assadas eram mais baratas do que o pão de centeio, tão nutritivas quanto este, e não exigiam um moinho para moer. Por outro lado, proprietários de terras orientados para o dinheiro perceberam que o grão era muito mais fácil de transportar, armazenar e vender, de modo que tanto o grão quanto a batata coexistiam.
Apesar do êxito de Parmentier e das ações do Estado francês para incentivar o cultivo da batata, os preconceitos populares associados à alcachofra-de-jerusalém e os hábitos agrícolas e culinários não jogaram a seu favor. A falta de interesse demonstrada por Diderot na sua Encyclopédie demonstra esse estado de coisas. Também notamos que a Enciclopédia espalha a confusão criada pelo inglês John Gerard, que afirma que a batata vem da Virgínia, apesar de a origem andina ser bem conhecida pelos naturalistas da época. É cultivada à maneira das alcachofras-de-jerusalém, como um produto de consumo adicional, suplemento e até mesmo luxo, mas não como alimento básico, como Parmentier teria gostado. Mesmo o seu interesse estratégico não parece colher o entusiasmo dos soldados franceses do Primeiro Império: embora os soldados apreciem o tubérculo quando aprendem a usá-lo e ele aparecer no menu da mesa do imperador Napoleão I, não pertence às rações normais: "Um exército de comedores de batata nunca será capaz de vencer um exército de comedores de trigo", o que as derrotas dos exércitos do império vão negar.

### Alemanha (Prússia) e Áustria

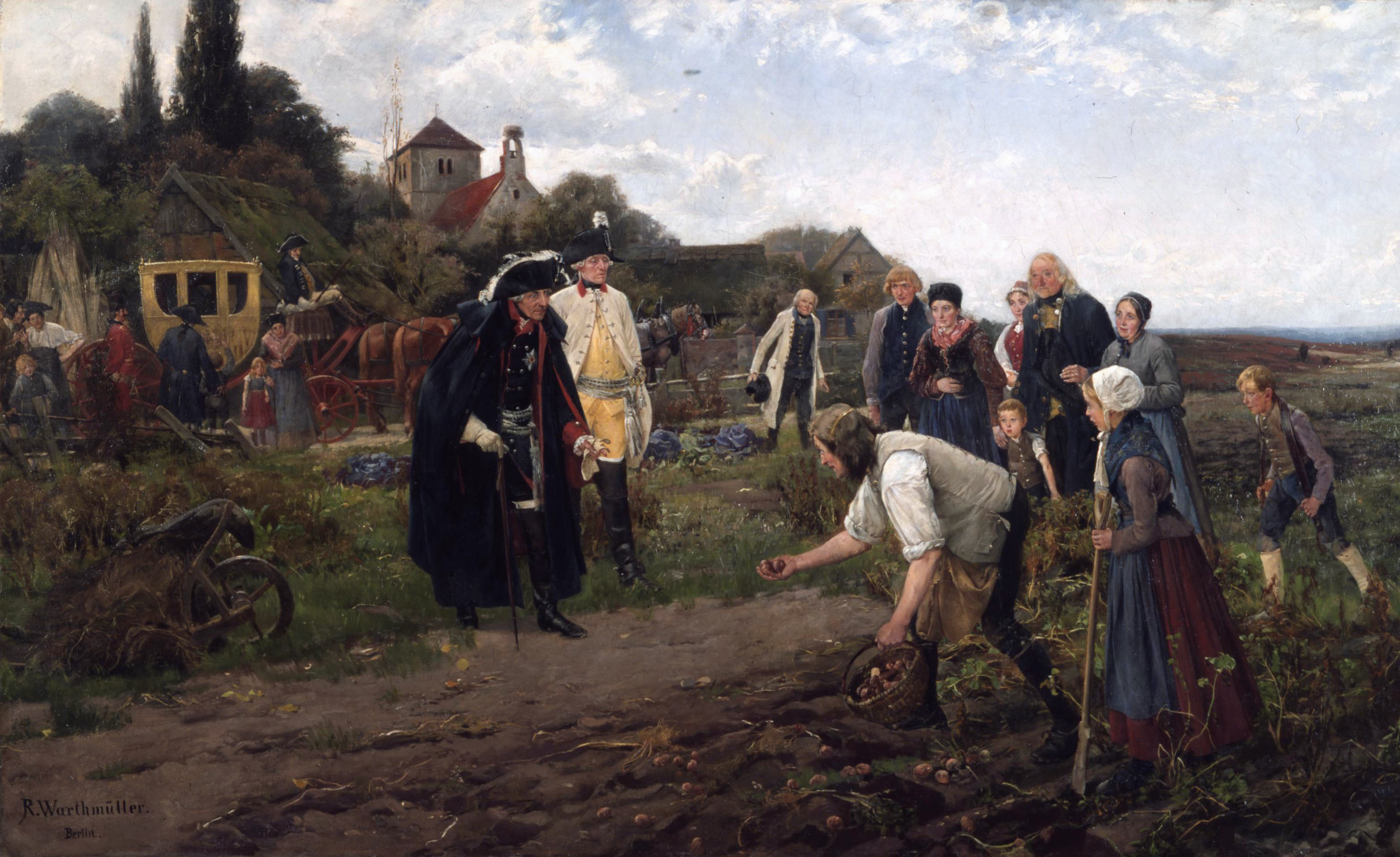
O rei Frederico, o Grande da Prússia, apoiante da batata, inspeciona uma colheita. (Robert Warthmüller, 1886)

Por terras germânicas, Frederico, o Grande da Prússia foi um conhecido entusiasta da batata, mas teve grande dificuldade em impor o seu cultivo e ultrapassar com êxito o ceticismo dos agricultores. Em 24 de março de 1756 emitiu uma proclamação oficial obrigando ao cultivo de batata. Esta Kartoffelbefehl (ordem da batata) referia-se ao tubérculo como "alimento muito nutritivo." Frederico também era chamado Kartoffelkönig ("rei da batata"). Diz-se que o rei alcançou o resultado desejado ao manter um campo de batatas guardado por soldados e levando os agricultores a roubar batatas, supostamente valiosas, para o seu próprio cultivo. Se Frederico realmente tomou essa medida não é certo (outras variantes da história atribuem essa medida a Antoine Parmentier), mas a batata expandiu-se na Prússia. Soldados austríacos que lutaram na Prússia durante a Guerra dos Sete Anos (1756–1763) testemunharam como as batatas sustentavam a população local, e passaram a defender seu cultivo quando regresaram a casa.
Mais tarde, a Guerra da Sucessão Bávara (1778–1779) ficaria popularmente conhecida como a Guerra da Batata (em alemão: Kartoffelkrieg). Apesar de algumas lendas referirem que os exércitos em confronto (Arquiducado da Áustria por um lado, e uma coligação entre o Reino da Prússia, o Eleitorado da Saxónia e o Eleitorado da Baviera por outro), usavam batatas em vez de balas de canhão, uma teoria mais plausível será a de que o nome terá origem no facto de a campanha militar ter decorido na época de colheita das batatas, um sinal de que a cultura já estava disseminada pelas terras germânicas.

### Ilhas Britânicas
Na Grã-Bretanha, a batata promoveu o desenvolvimento económico ao sustentar a Revolução Industrial no século XIX. Era uma fonte barata de calorias e nutrientes que era fácil para os trabalhadores urbanos cultivarem em pequenas parcelas de quintal. As batatas tornaram-se populares no norte da Inglaterra, onde o carvão estava prontamente disponível, de modo que um incremento populacional impulsionado pela batata forneceu muitos trabalhadores para as novas fábricas. Friedrich Engels escreveria em 1884 na sua obra A Origem da Família, da Propriedade Privada e do Estado que "O ferro entrou ao serviço do homem, e foi a última e mais importante de todas as matérias-primas que desempenharam um papel revolucionário na história, a última […] até à batata". A indústria holandesa de amido de batata cresceu rapidamente no século XIX, especialmente sob a liderança do empresário Willem Scholten (1819–1892).
O corsário inglês Francis Drake, retornando de sua circum-navegação, ou o funcionário de Walter Raleigh, Thomas Harriot, são habitualmente creditados com a introdução da batata na Inglaterra, mas esta afirmação não encontra fundamento para os historiadores. Na Inglaterra, onde chegou no final século XVI, a batata será a comida da classe trabalhadora, mas o seu peso na alimentação era menor do que na Irlanda. O grande incremento durante a Revolução Industrial ocorreria nos séculos XVIII e XIX, com a urbanização crescente e a criação de uma classe de operários que necessitava de comida barata e energética que não fosse à base de cereais. Em 1948, no rescaldo da Segunda Guerra Mundial, a área de produção em Inglaterra e Gales chegou a 400 mil hectares. Com um consumo anual per capita de 102 kg, o Reino Unido precisa de importar batata. Em 2005, importou 1,2 milhões de toneladas de produtos de batata processada.
Na Irlanda, a expansão do cultivo da batata era devida inteiramente aos trabalhadores sem terra, alugando parcelas minúsculas de proprietários de terras que estavam interessados apenas em criar gado ou em produzir cereais para o mercado. Um único hectare de batatas e o leite de uma única vaca eram suficientes para alimentar toda uma família irlandesa com uma dieta monótona, mas nutricionalmente adequada, para uma população rural saudável, vigorosa (e desesperadamente pobre). Muitas vezes até mesmo as famílias pobres cultivavam batatas extras suficientes para alimentar um porco que podiam vender.
A falta de diversidade genética do baixo número de variedades deixou a cultura vulnerável a doenças. No início da década de 1800, uma variedade de praga da batata (Phytophthora infestans, um oomiceto) conhecida como HERB-1 começou a espalhar-se nas Américas, especialmente na América Central e do Norte, destruindo muitas culturas. A praga chegou à Europa na década de 1840, onde, devido à extrema falta de diversidade genética, as plantações de batata eram ainda mais suscetíveis. No norte da Europa, houve grandes perdas de colheitas que duraram o resto do século XIX. A Irlanda, em particular, devido à extrema dependência dos pobres, especialmente da Irlanda ocidental, nessa única cultura básica, foi devastada pela chegada da praga em 1845, numa época de penúria extrema que ficou conhecida como a Grande Fome (da batata).

### Na Europa de hoje
Em 2007, com 19,3% da produção mundial, os então 27 países da União Europeia formavam o segundo maior produtor de batata do mundo, apenas atrás da China. Apesar do declínio relativo e absoluto da produção observado nos últimos anos, principalmente devido a transformações estruturais do setor da batata nos novos estados-membros, as batatas para consumo humano pertencem aos segmentos mais competitivos da agricultura da UE.
A área cultivada em Portugal Continental, Açores e Madeira, é atualmente de cerca de 27000 hectares, dos quais, cerca de 5000 ha correspondem a produção de sequeiro. No Norte e no Centro de Portugal cultivam-se cerca de 20000 ha, com uma distribuição de área semelhante nestas duas regiões. No Sul, Açores e Madeira, plantam-se cerca de 7000 ha. Em 2000, a área cultivada em todo o país era de quase 60000 ha. Em 2000, registaram-se 790000 toneladas de produção portuguesa. A produção atual, incluindo as regiões autónomas é de aproximadamente 550000 toneladas (valor médio nos últimos anos). O consumo atual em Portugal estima-se em 780000 toneladas por ano, correspondendo a um consumo anual por habitante de menos de 80 kg.

## Introdução em África
Acredita-se geralmente que as batatas entraram na África com os colonos europeus, que as consumiram como vegetal e não como fonte de amido. Os registos de remessas de 1567 mostram que o primeiro lugar fora da América Central e do Sul onde as batatas foram cultivadas foram as Ilhas Canárias. Tal como nos outros continentes, apesar das suas vantagens como alternativa anti-fome, muito superior aos grãos dos cereais, a batata encontrou resistência dos agricultores locais, que a tinham por venenosa. Como os colonios as promoveram como alimento de baixo custo, também eram um símbolo de domínio. Nas antigas colónias europeias em África, as batatas eram inicialmente consumidas apenas ocasionalmente, mas o aumento da produção fazia delas um alimento básico em certas áreas. As batatas eram mais populares em tempos de guerra, pois podiam ser armazenadas no solo. Estabeleceram-se como cultura comum em meados do século XX e na África atual são um dos alimentos básicos da população. Por exemplo, nas regiões mais altas do Ruanda, as batatas tornaram-se no alimento de base. Antes do genocídio do Ruanda em 1994, o consumo era de 153 a 200 kg por pessoa por ano, mais alto que na Europa. Recentemente tornou-se cultura para rendimento, com variedades vindas de outros países africanos próximos, como Uganda e Quénia.

## Introdução na Ásia
Difundida após 1600, a batata seria um importante recurso alimentar na Europa e Ásia Oriental. Introduzida na China no final da dinastia Ming, por mercadores estrangeiros, começou por ser um produto fino para consumo da família imperial. Após o período médio da era Qianlong (1735–1796) da dinastia Qing, a população aumentou e isso levou ao rápido crescimento do cultivo da batata por toda a China.
Peter Boomgaard viu a adoção das culturas de tubérculos na Indonésia ao longo do período colonial e examinou a cronologia e razões para a adoção progressiva das culturas trazidas de fora: a batata-doce (muito comum na década de 1670), a batata ("irlandesa") e a jícama (ambas localmente abundantes na década de 1780), além da cassava (na década de 1860).
Na Índia, Edward Terry mencionava a batata nos relatos de viagem, por exemplo no banquete em Ajmer dado pelo Asaph Khan a Thomas Roe, o embaixador britânico em 1675. Os jardins hortícolas de Surate e Carnataca tinham batatas, como se refere no registo de viagem de Fyer de 1675. Os portugueses introduziram a batata na Índia no início do século XVII, quando a cultivavam ao longo da costa ocidental. Os comerciantes britânicos introduziram-nas em Bengala com o nome 'Alu'. No final do século XVIII, era cultivada nas áreas montanhosas do norte da Índia. Chegaram ao Tibete no século XIX, pelas rotas comerciais com a Índia.
Hoje, a República Popular da China é o maior produtor mundial de batata, com 22% da produção total. A produção média na China é de 14,35 tons/ha, inferior à média mundial de 16,74 tons/ha. A batata é importante para a China não apenas como alimento básico, mas também como fonte de rendimentos, especialmente para os agricultores em áreas montanhosas com solos pobres. Nas províncias da Mongólia Interior e Shanxi, no norte da China, as vendas de batatas representam mais da metade dos ganhos das famílias rurais. Para ajudar a lidar com a crescente escassez de água e terra para a agricultura, cientistas chineses propuseram uma grande expansão do cultivo de batata em áreas secas, que respondem por 60% da terra arável da China.

## Introdução na América do Norte

### Estados Unidos

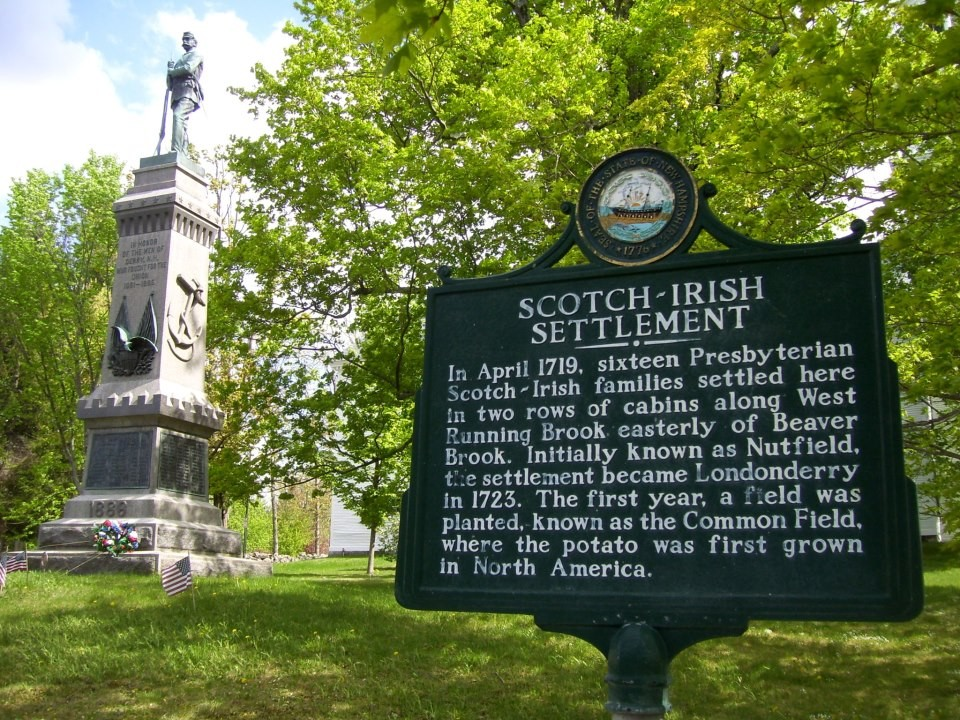
Placa comemorativa da primeira exploração de batata em Derry

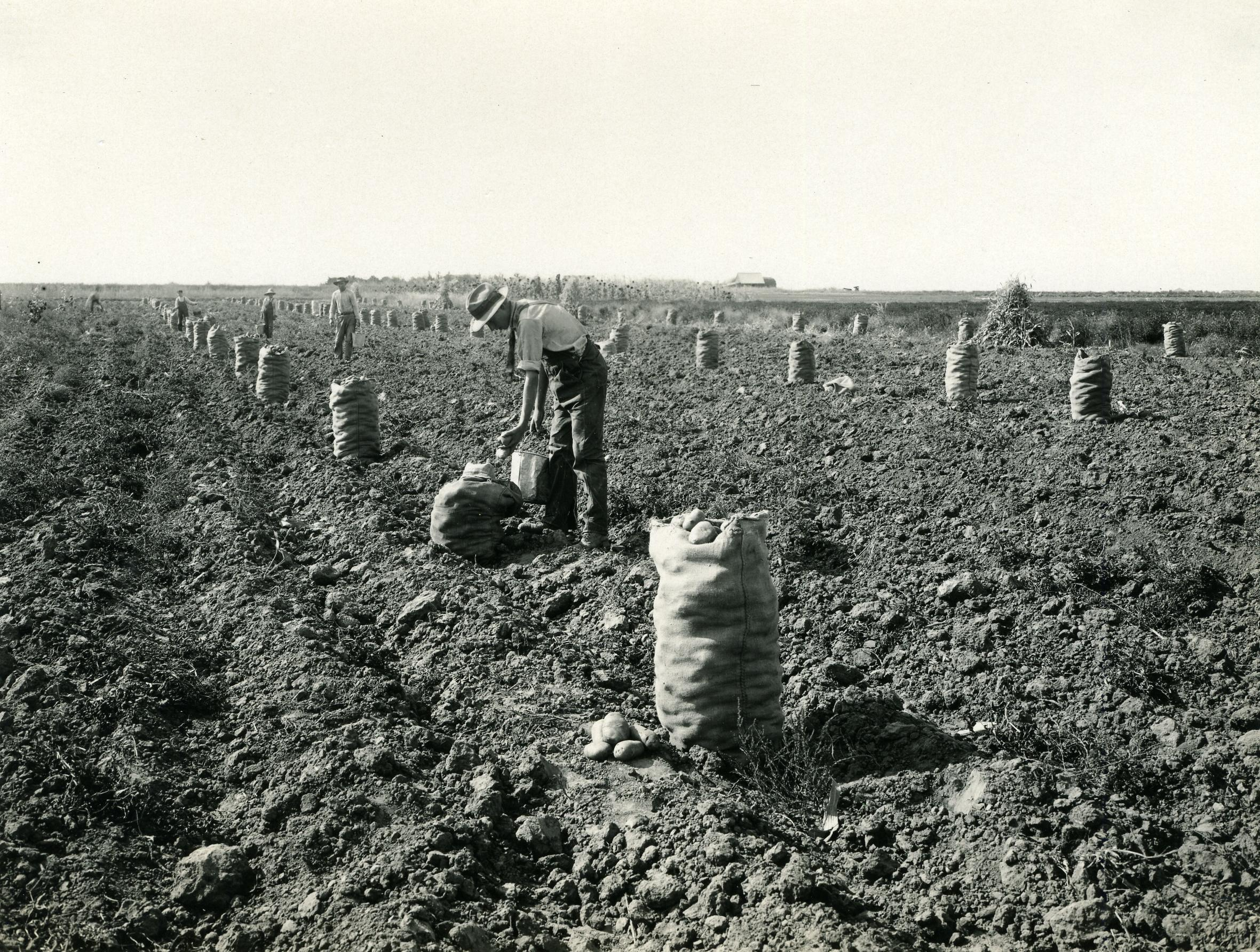
Colheita de batatas no Idaho, c. 1920

Em 1621, o capitão corsário Nathaniel Butler, então governador das Bermudas, enviou uma carga de 20 000 libras de batatas e 20.000 espigas de milho para Jamestown.
Em 1719, imigrantes escoceses e irlandeses instalam perto de Londonderry (Derry, em New Hampshire) as primeiras explorações agrícolas permanentes dedicadas à cultura de batata. Daí a batata expande-se através dos Estados Unidos. No Idaho, é a partir de 1836 que missionários divulgaram a cultura da batata junto dos ameríndios, tradicionalmente caçadores-recoletores. Por altura da Grande Fome da Irlanda, nos Estados Unidos o jornal American Farmer interessa-se pela doença e pela sua evolução, replicando artigos em jornais vindos da Europa.
Com o desenvolvimento da variedade Russet Burbank por volta de 1872, a indústria da batata conhece um verdadeiro impulso. Na atualidade, o Idaho continua a ser o mais importante produtor de batatas dos Estados Unidos, com um terço da produção nacional. A produção nos Estados Unidos em 2017 atingiu pouco mais de 20 milhões de toneladas.

### Canadá
Na Nova França, a cultura e o consumo de batata foram introduzidos em 1762 por Henri Louis Duhamel du Monceau, mas só com êxito em 1764, com o primeiro governador civil da Província do Quebec James Murray, agrónomo de formação. Anteriormente, os colonos neo-franceses não cultivavam batatas, considerando-as impróprias para consumo. No período da Guerra dos Sete Anos, o intendente François Bigot tentou desenvolver a cultura em vão: os colonos só achavam a batata boa para alimentar os porcos. A partir de meados do século XIX, espalhou-se amplamente por todo o Quebec com a chegada massiva de emigrantes irlandeses, expulsos do seu país pela Grande Fome, que assolou a ilha entre 1845 e 1851. Atualmente a produção anual no Canadá ronda ultrapassa 4,4 milhões de toneladas.

## Introdução na Oceania
Havia batatas a bordo dos navios do explorador James Cook, quando este reivindicou o leste da Austrália para a Grã-Bretanha em 1770, e o seu cultivo começou logo com a colonização, 18 anos depois. Hoje são cultivadas em todo o continente australiano, do temperado estado da Tasmânia ao norte tropical de Queensland. A produção australiana de batata mais que duplicou entre 1960 e 1990 — de 450 mil para 1,2 milhões de toneladas — mas desde então a produção estabilizou a uma média anual de 1,3 milhões de toneladas. Os tubérculos de batata são a cultura hortícola mais importante do país, contando para mais de 40% da produção total de hortaliças. Mais de 60% são processados em produtos de batatas congeladas e batatas fritas, enquanto cerca de 37% são comercializados no mercado.
Na Nova Zelândia, a batata foi introduzida aos maoris. A nova safra, apelidada de taewa, mostrou-se bem adaptada ao clima frio da Nova Zelândia, e hoje as "batatas maori" de pele vermelha e azul são variedades locais reconhecidas. Em 2007, a Nova Zelândia produziu cerca de meio milhão de toneladas de batatas de uma área de apenas 10 050 ha, com rendimentos médios de 50 toneladas muito elevadas. Rendimentos comerciais superiores a 70 toneladas não são raros. A batata é a hortaliça mais popular do país — as batatas frescas são colhidas todo o ano e o consumo per capita é estimado em cerca de 66 kg por ano. A última década registou um forte crescimento no sector da transformação (300 000 toneladas foram transformadas em batatas fritas e batatas fritas em 2006) e nas exportações de batata fresca e congelada, que totalizaram mais de 90 000 toneladas. O valor de mercado da exportação das batatas da Nova Zelândia é estimado em cerca de 300 milhões de dólares por ano.